# Боденмајс
Боденмајс (њем. Bodenmais) град је у њемачкој савезној држави Баварска. Једно је од 24 општинска средишта округа Реген. Према процјени из 2010. у граду је живјело 3.338 становника. Посједује регионалну шифру (AGS) 9276117.

## Географски и демографски подаци
Боденмајс се налази у савезној држави Баварска у округу Реген. Град се налази на надморској висини од 689 метара. Површина општине износи 45,3 km².

## Становништво
У самом граду је, према процјени из 2010. године, живјело 3.338 становника. Просјечна густина становништва износи 74 становника/km².